# 김서형
김서형(1973년 10월 28일 ~ )은 대한민국의 배우이다.

## 생애
김서형은 1973년 10월 28일 강원도 강릉시 옥천동에서 1남 2녀 중 차녀로 태어났다. 1992년 미스 강원을 거쳐 1994년 KBS 16기 공채 탤런트로 데뷔하였으며 이에 앞서 1992년 어린이 뮤지컬 <신데렐라와 삐삐> 등 연극에서  주연을 맡으면서 연기력을 키워왔다.

## 학력
- 옥천국민학교 (졸업)
- 강릉여자중학교 (졸업)
- 경포여자고등학교 (졸업)
- 영동전문대학 여성교양학과 전문학사 (졸업)

## 출연작

### 영화
- 2000년 《찍히면 죽는다》 ... 양호 선생님 역
- 2001년 《베사메무쵸》 ... 발레 선생님 역
- 2002년 《오버 더 레인보우》 ... 경희 역
- 2002년 《좋은 사람 있으면 소개시켜 줘》 ... 이강현 역
- 2003년 《맛있는 섹스 그리고 사랑》 ... 조신아 역
- 2005년 《여고괴담 4: 목소리》 ... 희연 역
- 2006년 《어느날 갑자기 두 번째 이야기 - 네 번째 층》 ... 채민영 역
- 2006년 《짝패》 ... 장미란 역(특별출연)
- 2007년 《검은 집》 ... 장미나 역
- 2010년 《맨발의 꿈》 ... 유보현 역(우정출연)
- 2010년 《죽이고 싶은》 ... 백과장 역(특별출연)
- 2012년 《인류멸망보고서》 ... seg. 천상의 피조물 - 민본부장 역
- 2012년 《웨딩 세레모니》
- 2013년 《베를린》 ... 북한대사관 여비서 역
- 2013년 《소설, 영화와 만나다 - "번개와 춤을"》 ... 미정 역
- 2013년 《위캔두댓!》(더빙 참여)
- 2014년 《봄》 ... 정숙 역
- 2017년 《악녀》 ... 권숙 역
- 2020년 《미스터 주: 사라진 VIP》 ... 민수희 / 모기 2 목소리 역
- 2021년 《여고괴담 리부트: 모교》 ... 노은희 역
- 2023년 《비닐하우스》 ... 문정 역
- 2024년 《도그데이즈》[3] ... 진영 역

### 드라마
- 1994년 KBS2 화요 연속극 《내일은 사랑》
- 1994년 KBS2 주말 연속극 《딸부잣집》
- 1995년 KBS2 일일 연속극 《내 사랑 유미》
- 1995년 KBS2 수목 미니시리즈 《창공》 ... 간호장교 김 소위 역
- 1995년 KBS1 청춘 미니시리즈 《신세대 보고 어른들은 몰라요》
- 1996년 KBS2 수목 미니시리즈 《머나먼 나라》
- 1996년 KBS2 청춘 미니시리즈 《스타트》
- 1997년 KBS2 일요 아침 드라마《행복한 아침》
- 1997년 KBS2 월화 미니시리즈 《스타》
- 1997년 KBS2 월화 미니시리즈 《질주》
- 1997년 KBS2 수목드라마 《그대 나를 부를 때》
- 1997년 KBS1 TV소설 《모정의 강》
- 1998년 KBS1 TV소설 《너와 나의 노래》
- 1998년 KBS2 월화 미니시리즈 《킬리만자로의 표범》
- 1998년 KBS2 아침드라마 《바람처럼 파도처럼》
- 1998년 KBS2 주말 연속극 《종이학》
- 1999년 KBS1 TV소설 《당신》
- 2000년 KBS1 일일연속극 《좋은걸 어떡해》
- 2000년 KBS2 어린이 드라마 《요정 컴미》 ... 보건 교사 역
- 2001년 KBS2 주말 연속극 《아버지처럼 살기 싫었어》
- 2002년 KBS2 주말 연속극 《내사랑 누굴까》
- 2003년 MBC 수목 미니시리즈 《나는 달린다》 ... 한여주 역
- 2004년 SBS 특별기획 《파리의 연인》 ... 백승경 역
- 2004년 MBC 베스트극장 《사랑, 비탈길에 서다]》 ... 윤다희 역
- 2004년 KBS2 드라마시티 《아내의 일기》 ... 윤재경 역
- 2005년 MBC HD 일일연속극 《굳세어라 금순아》 ... 하성란 역
- 2005년 SBS 특별기획 《그린 로즈》 ... 차유란 역
- 2007년 SBS 금요드라마 《연인이여》 ... 하제인 역
- 2008년 SBS 일일드라마 《아내의 유혹》 ... 신애리 역
- 2010년 SBS 창사20주년 대하드라마 《자이언트》 ... 유경옥 역
- 2012년 SBS 월화드라마 《샐러리맨 초한지》 ... 모가비 역
- 2012년 KBS2 주말연속극 《넝쿨째 굴러온 당신》 ... 천재용 큰 누나 역 (특별출연)
- 2012년 MBC 월화시트콤 《엄마가 뭐길래》 ... 박서형 역
- 2013년 웹드라마 《방과 후 복불복》 ... 급식소 아줌마 역
- 2013년 MBC 월화 특별기획 드라마  《기황후》 ... 황태후 역
- 2014년 MBC 수목 미니시리즈 《개과천선》 ... 이선희 역
- 2015년 KBS2 수목 미니시리즈 《어셈블리》 ... 홍찬미 역
- 2016년 tvN 금토 미니시리즈 《굿 와이프》 ... 서명희 역
- 2018년 JTBC 월화 미니시리즈 《으라차차 와이키키》 ... 김희자 역(특별출연)
- 2018년 MBC 월화 미니시리즈 《위대한 유혹자》 ... 명미리 역
- 2018년 MBC 수목 미니시리즈 《이리와 안아줘》 ... 박희영 역
- 2018년 JTBC 금토 미니시리즈 《SKY 캐슬》 ... 김주영 역
- 2020년 SBS 월화 미니시리즈 《아무도 모른다》 ... 차영진 역
- 2021년 tvN 주말 미니시리즈 《마인:MINE》 ... 정서현 역
- 2022년 WATCHA 오리지널 미니시리즈 《오늘은 좀 매울지도 몰라》 ... 정다정 역
- 2023년 ENA 월화 미니시리즈 《종이달》 ... 유이화 역

## 예능 및 교양

### 텔레비전 프로그램
| 연도 | 날짜      | 방송사    | 프로그램                     | 회차   | 비고                                                      |
| ---- | --------- | --------- | ---------------------------- | ------ | --------------------------------------------------------- |
| 1998 | 11월 22일 | KBS       | 도전! 지구탐험대             |        |                                                           |
| 2003 | 7월~      | YTN       | 무비플러스 시네마 투데이     |        | 진행                                                      |
| 2004 | ~8월      | YTN       | 무비플러스 시네마 투데이     |        | 진행                                                      |
| 2005 | 4월 14일  | SBS       | 좋은아침                     | 2095회 | 스타스페셜                                                |
| 2005 | 5월 31일  | SBS       | 김용만, 신동엽의 즐겨찾기    | 56회   | 드라마 《그린로즈》 스페셜                                |
| 2005 | 7월 14일  | KBS       | 해피투게더 프렌즈            | 110회  |                                                           |
| 2005 | 7월 21일  | SBS       | 좋은아침                     | 2163회 | 초대석                                                    |
| 2005 | 9월~10월  | SBS       | 접속! 무비월드               |        | 진행                                                      |
| 2006 | 8월 7일   | SBS       | 야심만만 만명에게 물었습니다 | 173회  |                                                           |
| 2008 | 11월 25일 | SBS       | 좋은아침 플러스 원           | 127회  | 미니인터뷰                                                |
| 2009 | 2월 4일   | SBS       | 좋은아침                     | 3069회 | 초대석                                                    |
| 2009 | 2월 16일  | SBS       | 야심만만 2                   | 29회   |                                                           |
| 2009 | 2월 18일  | SBS       | 한밤의 TV연예                | 209회  |                                                           |
| 2009 | 3월 17일  | KBS       | 상상더하기                   | 223회  |                                                           |
| 2009 | 3월 20일  | TVN       | 현장토크쇼 택시              | 79회   |                                                           |
| 2009 | 5월 9일   | KBS       | 연예가중계                   |        | 게릴라 데이트                                             |
| 2009 | 9월 1일   | MBC       | 휴먼 다큐멘터리 《해바라기》 |        | 내레이션                                                  |
| 2011 | 1월 25일  | SBS       | 강심장                       | 61회   | 게스트 출연                                               |
| 2011 | 2월 1일   | SBS       | 강심장                       | 62회   | 게스트 출연                                               |
| 2011 | 8월 15일  | MBC       | 공감토크쇼 놀러와            | 351회  | "부러우면 지는거다" 스페셜                                |
| 2012 | 3월 14일  | SBS       | 한밤의 TV연예                | 356회  | 《초한지》 김서형 교통사고! *샐러리맨 초한지 종방연장     |
| 2012 | 4월 17일  | KBS       | 김승우의 승승장구            | 110회  |                                                           |
| 2012 | 10월 3일  | MBC       | 황금어장 라디오스타          | 299회  | 시트콤 《엄마가 뭐길래》팀 특집                           |
| 2014 | 7월 23일  | SBS       | 한밤의 TV연예                | 469회  | 마드리드영화제 여우주연상 수상 입국현장                   |
| 2014 | 11월 21일 | JTBC      | 마녀사냥                     | 67회   |                                                           |
| 2014 | 11월 22일 | SBS       | 접속! 무비월드               |        | 영화는 수다다 - 영화 《봄》                               |
| 2015 | 3월 15일  | SBS       | 런닝맨                       | 238회  | 물의 요정 레이스                                          |
| 2016 | 9월 2일   | TVN       | 현장토크쇼 택시              |        | 드라마 《굿와이프》 특집 1탄                              |
| 2016 | 9월 3일   | TVN       | 현장토크쇼 택시              |        | 드라마 《굿와이프》 특집 2탄                              |
| 2017 | 1월 27일  | skyTravel | 나 혼자 간다, 여행           |        | 여배우 특집 《김서형 in 이탈리아》 1편                    |
| 2017 | 2월 3일   | skyTravel | 나 혼자 간다, 여행           |        | 여배우 특집 《김서형 in 이탈리아》 2편                    |
| 2017 | 5월 13일  | KBS       | 연예가중계                   | 1671회 | 영화 《악녀》의 주역들                                    |
| 2017 | 5월 20일  | KBS       | 영화가 좋다                  |        | 아찔한 인터뷰 《악녀》                                    |
| 2017 | 6월 10일  | TVN       | SNL 코리아 시즌 9            | 12회   |                                                           |
| 2018 | 8월 13일  | MBC       | 섹션TV 연예통신              | 930회  |                                                           |
| 2019 | 2월 1일   | KBS       | 연예가중계                   | 1748회 | 게릴라 데이트                                             |
| 2019 | 2월 9일   | JTBC      | 아는 형님                    | 166회  |                                                           |
| 2019 | 2월 12일  | SBS       | 본격연예 한밤                | 96회   | 르네휘테르 CF 촬영현장                                    |
| 2019 | 3월 26일  | SBS       | 본격연예 한밤                | 102회  | 2019 한국프로야구 개막전 시구                             |
| 2019 | 5월 21일  | SBS       | 본격연예 한밤                | 110회  | 스텔라 아르투아, 비컴 언 아이콘 캠페인 필름 프리미어 현장 |
| 2019 | 11월 5일  | SBS       | 본격연예 한밤                | 134회  |                                                           |
| 2019 | 11월 18일 | XtvN      | 프리한 19                    | 183회  | 피라미드 꼭대기를 향해! 스카이캐슬 19                     |
| 2019 | 12월 28일 | KBS       | 영화가 좋다                  | 679회  | [아찔한 인터뷰] 미스터 주: 사라진 VIP                     |
| 2020 | 1월 15일  | SBS       | 이동욱은 토크가 하고 싶어서  | 6회    |                                                           |
| 2020 | 1월 19일  | MBC       | 출발! 비디오 여행            | 1315회 | 숨보명 <김서형 편>                                        |
| 2020 | 3월 4일   | SBS       | 본격연예 한밤                | 148회  |                                                           |
| 2023 | 7월7일    | KBS2      | 최정훈의 밤의공원            | 8회    | 게스트 출연                                               |
| 2024 | 1월 27일  | tvN       | 놀라운 토요일                | 299회  | 게스트 출연                                               |

### 라디오
| 연도 | 날짜           | 방송사 | 프로그램               | 비고   |
| ---- | -------------- | ------ | ---------------------- | ------ |
| 2014 | 11월 13일      | SBS    | 공형진의 씨네타운      | 게스트 |
| 2014 | 11월 14일      | KBS    | 이소라의 가요광장      | 게스트 |
| 2014 | 11월 17일~21일 | SBS    | 독서캠페인 '책과 사람' |        |
| 2020 | 1월 17일       | SBS    | 박선영의 씨네타운      | 게스트 |
| 2020 | 1월 20일       | SBS    | 김영철의 파워FM        | 게스트 |
| 2020 | 3월 2일        | SBS    | 두시탈출 컬투쇼        | 게스트 |

## 기타 활동
| 연도 | 표제                                                     | 비고                                      |
| ---- | -------------------------------------------------------- | ----------------------------------------- |
| 2003 | 제4회 SeNef 영화제                                       | 개막식 사회 / 현 서울국제영화제           |
| 2010 | 제14회 부천국제판타스틱영화제                            | 폐막식 사회                               |
| 2010 | 제15회 부산국제영화제                                    |                                           |
| 2010 | 콘서트 350                                               | 김제동 공동사회                           |
| 2012 | 제4회 서울 국제 초단편 영상제                            | 재능기부                                  |
| 2013 | 제14회 전주국제영화제                                    |                                           |
| 2014 | 마드리드 국제영화제                                      | 영화 《봄》 노미네이트 및 수상            |
| 2014 | 제14회 광주국제영화제                                    |                                           |
| 2015 | 제52회 대종상 영화제                                     |                                           |
| 2017 | 제11회 대단한 단편영화제                                 | 심사위원                                  |
| 2017 | 제70회 칸 영화제                                         | 영화 《악녀》 미드나잇 스크리닝 부문 초청 |
| 2019 | KBS교향악단 화이트데이 콘체르토 《김서형의 클래식 캐슬》 | 사회                                      |
| 2019 | 제1회 강릉국제영화제                                     | 개막식 오프닝 호스트                      |

### 음악
- 2009년 아내의 유혹 Best ＆ Remix '꽃밭에서', '용서못해"
- 2014년 '봄' Original Sound Track 'Late Spring'

## 수상 및 후보
| 연도 | 시상식                         | 부문                                         | 작품                    | 결과 |
| ---- | ------------------------------ | -------------------------------------------- | ----------------------- | ---- |
| 2009 | SBS 연기대상                   | 연속극부문 여자 연기상                       | 아내의 유혹             | 수상 |
| 2010 | SBS 연기대상                   | 특별기획부문 여자 조연상                     | 자이언트                | 후보 |
| 2012 | SBS 연기대상                   | 미니시리즈부문 여자 특별연기상               | 샐러리맨 초한지         | 후보 |
| 2014 | 마드리드 국제영화제            | 외국어 영화 부문 최우수 여우주연상           | 봄                      | 수상 |
| 2015 | 제23회 대한민국문화연예대상    | 영화부문 여자 최우수연기상                   | 봄                      | 수상 |
| 2015 | 제52회 저축의 날               | 금융위원장 표창                              |                         | 수상 |
| 2015 | KBS 연기대상                   | 여자 조연상                                  | 어셈블리                | 수상 |
| 2017 | 제1회 더 서울어워즈            | 영화부문 여우조연상                          | 악녀                    | 후보 |
| 2018 | MBC 연기대상                   | 수목미니시리즈부문 조연상                    | 이리와 안아줘           | 후보 |
| 2019 | 제55회 백상예술대상            | TV부문 여자 최우수연기상                     | SKY 캐슬                | 후보 |
| 2019 | 2019 올해의 브랜드 대상        | 올해의 여자배우                              | SKY 캐슬                | 수상 |
| 2019 | 제12회 코리아 드라마 어워즈    | 핫스타 차이나상                              | SKY 캐슬                | 수상 |
| 2019 | 제14회 숨피 어워즈             | 브레이크아웃 배우상                          | SKY 캐슬                | 후보 |
| 2019 | 제10회 대한민국 대중문화예술상 | 국무총리 표창                                |                         | 수상 |
| 2020 | 제24회 아시안 텔레비전 어워즈  | 여우조연상                                   | SKY 캐슬                | 후보 |
| 2020 | SBS 연기대상                   | 미니시리즈 장르‧액션 부문 여자 최우수 연기상 | 아무도 모른다           | 수상 |
| 2023 | 제2회 청룡시리즈어워즈         | 여우주연상                                   | 오늘은 좀 매울지도 몰라 | 후보 |
| 2023 | 제43회 한국영화평론가협회상    | 여우주연상                                   | 비닐하우스              | 수상 |
| 2023 | 제32회 부일영화상              | 여우주연상                                   | 비닐하우스              | 수상 |
| 2023 | 제43회 황금촬영상              | 여우주연상                                   | 비닐하우스              | 수상 |
| 2023 | 제59회 대종상                  | 여우주연상                                   | 비닐하우스              | 수상 |
| 2023 | 제44회 청룡영화상              | 여우주연상                                   | 비닐하우스              | 후보 |
| 2023 | 서울콘 에이판 스타 어워즈      | 중편드라마 부문 여자 우수연기상              | 종이 달                 | 수상 |